# کاترین بریا
کاترین بِریّا (فرانسوی: Catherine Breillat‎؛ زادهٔ ۱۳ ژوئیهٔ ۱۹۴۸) کارگردان فیلم، هنرپیشه، رمان‌نویس و استاد سینمای مؤلف اهل فرانسه است. بریا فیلمسازی پیشرو محسوب می‌شود.
از فیلم‌هایش می‌توان به رمانس ، یک دختر واقعاً جوان و دختر چاق اشاره کرد.

## فیلم‌شناسی
- ۱۹۷۵: کاترین و شرکا
- ۱۹۷۶: یک دختر واقعاً جوان
- ۱۹۷۶:  Bilitis
- ۱۹۷۹:  Tapage nocturne
- ۱۹۸۱: پوست
- ۱۹۸۲:  Les Yeux| چشمان، دهان
- ۱۹۸۵:  L'Araignée de satin| عنکبوت شیطانی
- ۱۹۸۷:  La Nuit de l'océan| شب اقیانوس
- ۱۹۸۹:  Aventure de Catherine C. (film).
- ۱۹۹۱:  Sale comme un ange| کثیف مثل فرشته
- ۱۹۹۳:  Couples et Amants
- ۱۹۹۶:  Parfait Amour | عشق کامل
- ۱۹۹۷:  Si je t'aime| اگر عاشقتم، مواظب خودت باش
- ۲۰۰۱: دختر چاق
- ۲۰۰۲: سکس کمدی است
- ۲۰۰۴: کالبدشناسی دوزخ
- ۲۰۰۷: آخرین معشوقه
- ۲۰۰۹: ریش‌آبی
- ۲۰۱۳: سوء استفاده از ضعف
- ۲۰۲۳: تابستان گذشته